# جواو فاغاردو
جواو فاغاردو (بالبرتغالية: João Paulo Silva Freitas Fajardo‏) هو لاعب كرة قدم برتغالي، ولد في 27 أكتوبر 1978 في لشبونة في البرتغال. لعب مع أتليتيكو كلوب دي برتغال وفيتوريا دي غيماريش ونادي بيلينينسش ونافال.

## وصلات خارجية
- جواو فاغاردو على موقع قاعدة بيانات كرة القدم.إي يو (الإنجليزية)
- جواو فاغاردو على موقع Soccerway.com (الإنجليزية)